# Верхнє слиновидільне ядро

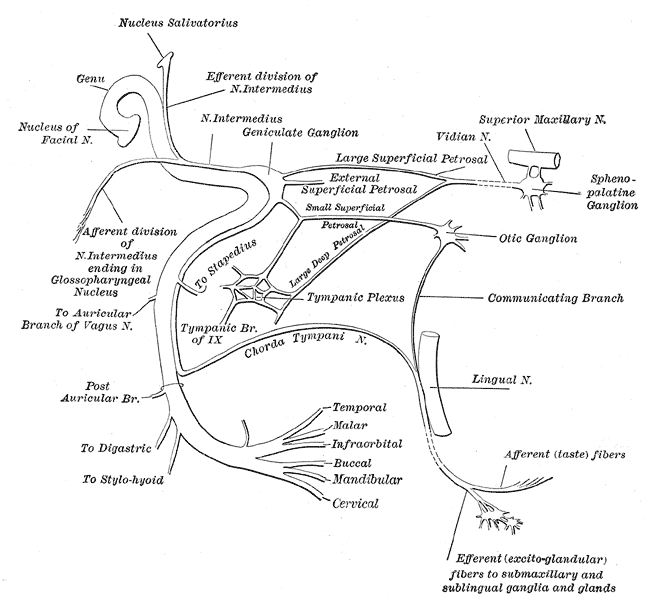
Схематичне зображення лицевого нерва та його комункація з ядрами

Верхнє слиновидільне ядро (лат. nucleus salivatorius superior) – парасимпатичне ядро лицевого нерва (VII пара черепних нервів). Розташоване у мості, присередньо від рухового ядра лицевого нерва. Аксони нейронів, які розміщені тут, прямують на периферію у складі спочатку проміжного нерва (вісцеромоторна та чутлива частина лицевого нерва), а опісля входу в скроневу кістку – в основному стовбурі нерва. Ці аксони розподіляються між двома гілками лицевого нерва: великим кам'янистим нервом та барабанною струною та інервують відповідно слізну залозу, залози слизової оболонки носа та піднебіння (усе іннервується великим кам'янистим нервом) та під'язикову й піднижньощелепну слинні залози, ряд малих слинних залоз в ділянці язика та нижньої щелепи (барабанна струна). Деякі вчені розділяють ядро на власне верхнє слиновидільне та слізне (лат. nucleus lacrimalis) — та частина, яка іннервує слізну залозу.